# フローの空間
フローの空間（ふろーのくうかん、英：space of flows）は、都市社会学者マニュエル・カステルが提示した分析概念。

## 概要

### 社会的実践と空間
カステルにとって、空間とは、時間を共有する社会的諸営為の物質的基盤（物的支持）のことである。時間的に同時に何事かが働いていれば、それを支える物的支持基盤が空間になる。

### 情報的発展様式とフローの空間
情報テクノロジーの発達によって、必ずしも、社会的営為に物理的な近接が必要とされなくなり、物理的な近接なしに、同時的、リアル・タイムな相互作用が可能になってきている。この新たな空間形態を「フローの空間」と呼ぶ。「フローの空間」は1989年の『情報都市』のなかで初めて提示された。フローの空間における対応する時間をカステルは「瞬間的時間」と呼んでいる。

### フローの空間と場所の空間
ちなみに、カステルは、従来的な伝統空間を「場所の空間」と名づけている。これは物理的な近接性をもとにした空間であり、つまりは、物理的な近接と時間的な同一性をもとにして形成される空間である。この場合の時間は「氷河の時間」と呼ばれる。
こうして、「フローの空間」による「場所の空間」の侵食といった図式が取られるのであるが、重要なことは、いずれも社会的実践のプロセスから浮かび上がってくるものであり、したがって、一方的に「場所の空間」を切り出して擁護しても有効性はないことである。そこで、現在の社会学では、ジョン・アーリの議論にみられるように「複数の」時空間的営為による複雑な動態を分析する流れが生まれている。